# Cuchery

Cuchery este o comună în departamentul Marne, Franța. În 2009 avea o populație de 407 de locuitori.